# انفرادی (لاست)
انفرادی، نام نهمین قسمت از فصل اوّل مجموعهٔ تلویزیونی لاست می‌باشد؛ درامی آمریکایی که بازماندگان سقوط هواپیمایی را که در جزیره‌ای گرمسیری گیر افتاده‌اند، دنبال می‌کند. این قسمت برای اوّلین بار در تاریخ ۱۷ نوامبر ۲۰۰۴ از شبکهٔ کابلی ای.بی. سی(ABC) به روی آنتن رفت. کارگردانی این قسمت برعهدهٔ گِرِگ یایتِنس-که نامی آشنا در هالیوود است و کارگردانی ۲۴ قسمت از سریال هاوس ام.دی. و همچنین قسمت‌هایی از فرار از زندان، آناتومی گری، نابغه و دو قسمت دیگر از لاست را در کارنامهٔ خود دارد- بوده‌است. نویسندهٔ این قسمت دیوید فری است؛ که نویسندگی یک قسمت از مجموعهٔ تلویزیونی میهن و یک قسمت از هانیبال، هفت قسمت از فرینچ، بیست و چهار قسمت از ۲۴، قسمت‌هایی از بافی قاتل خون‌آشام‌ها، فرشته و سه قسمت دیگر از لاست را برعهده داشته.
سعید جراح (نوین اندروز) توسّط زن فرانسوی مرموزی که بعداً معلوم می‌شود دنیل روسو (میرا فورلان) نام دارد، اسیر شده‌است. زنی که کشتی‌اش ۱۶ سال پیش از سقوط پرواز اوشینک ۸۱۵، در نزدیکی جزیره شکسته شده و او تقریباً تمام مدّت تنها بوده.
در کمپ جزیره، هارلی (جرج گارسیا) با هدف کاهش استرس و نگرانی نجات‌یافتگان، یک زمین گلف ایجاد می‌کند. در فلش‌بکها سعید یکی از دوستان کودکی‌اش را ملاقات می‌کند؛ ولی باید از او بازجویی کند. «انفرادی» marked the introduction of mythology into Lost [نیاز به ترجمه] و همچنین اوّلین معمّای سریال را حل کرد: منشأ سیگنال‌های رادیویی شنیده‌شده در قسمت دوّم آزمایشی (Pilot, part 2). همچنین دنیل روسو را -که در مجموع در ۲۲ قسمت از لاست بازی کرده- معرّفی می‌کند. «انفرادی» در پخش اوّل از شرکت پخش رسانه‌ای آمریکا (ای.بی. سی) ۱۷٫۶۴ میلیون بیننده را به خود جذب کرد و عموماً بازخوردهای مثبتی را از منتقدان دریافت کرده‌است. «انفرادی» هم‌اکنون در بانک اطلاعات اینترنتی فیلم‌ها (IMDB) با بیش از ۳۷۰۰ رای، نمرهٔ ۸٫۷ از ۱۰ را کسب کرده که آن را در جایگاه شصت و سوّم بین صد و هجده اپیزود لاست قرار می‌دهد.

## داستان

### فلش‌بک‌ها
سعید یک زندانی شیعه را که مظنون به بمب‌گذاری در مرکز فرماندهی حزب بعث است، شکنجه می‌دهد. وقتی که از اتاق بیرون می‌رود، زندانی‌ای جدید را می‌بیند و او را می‌شناسد. بعد به او دستور داده می‌شود که زندانی را تا وقتی که به سوال‌هایش جواب نداده، شکنجه کند. سعید متوجّه می‌شود که زندانی، نادیا (آندرئا گابریل) است؛ دوست دوران کودکی‌اش. او به سعید می‌گوید که قبلاً هم شکنجه شده و سعید هرچه بکند نمی‌تواند او را به حرف بیاورد. عمر (نوید نگهبان. بازیگر ایرانی متولد و بزرگ‌شدهٔ مشهد)، دوست سعید و افسر ارشد، به او می‌گوید که نادیا را اعدام کند تا درس عبرتی شود برای بقیهٔ کسانی که حرف نمی‌زنند. سعید به نادیا دستبند می‌زند و با روپوشی سیاه سر و صورت او را می‌پوشاند. وقتی او و نادیا تنها هستند، نادیا را آزاد می‌کند و به او می‌گوید که چگونه فرار کند. عمر آن‌ها را پیدا می‌کند و با صدای بلند نگهبان را صدا می‌زند و سعید مجبور می‌شود به قصد کشتن به او شلیک کند. نادیا فکر می‌کند حالا سعید هم باید با او فرار کند، ولی سعید به جای فرار به پای خود شلیک می‌کند و به او می‌گوید تا نیروهای کمکی نرسیده فرار کند. تا این‌طور به نظر برسد که نادیا به سعید و افسر دیگر شلیک و فرار کرده‌است.

### در جزیره
در روز دوازدهم بعد از سقوط—۳ اکتبر ۲۰۰۴— سعید یک کابل عجیب و غریب را که از اقیانوس تا درون جنگل کشیده شده، پیدا می‌کند. حین دنبال کردن آن متوجّه تله‌ای می‌شود و آن را رد می‌کند؛ ولی در تلهٔ بعدی گیر می‌افتد. سعید به صورت وارونه به وسیلهٔ طنابی آویزان و معلّق شده و شهادتین را تلاوت می‌کند. یک زن فرانسوی مرموز (با بازی میرا فورلان) طناب را پاره کرده و او را به تختی در پناهگاهی می‌بندد. او می‌پرسد که: «الکس کجاست؟» امّا وقتی  سعید می‌گوید الکسی نمی‌شناسد و نمی‌داند او دربارهٔ چه حرف می‌زند، زن مرموز از کابل و باتری‌هایی استفاده کرده و به او شوک الکتریکی وارد می‌کند. سعید به شکنجه‌گرش دربارهٔ سقوط هواپیما و سیگنال رادیویی فرانسوی که نجات‌یافتگان در قسمت آزمایشی شنیدند می‌گوید. شکنجه‌گر سپس خود را دنیل روسو-کسی که سیگنال فرانسوی را فرستاده- معرّفی می‌کند. دنیل عکس زنی را در وسایل سعید پیدا می‌کند و سعید می‌گوید او نادیا نام دارد.
روز بعد، بسیاری از نجات‌یافتگان مضطرب اند. از جمله سالیوان (اسکات پولین) که توسّط جک شپرد (متیو فاکس)، جان لاک (تری اوکوئین) و همراه شکار جدید جان لاک، اتان رام (ویلیام میپاتر)، دارای کهیر تشخیص داده‌شده، تعدادی چمدان تازه‌پیداشده را به هارلی می‌دهد؛ هارلی آن را نگاه انداخته و چند چوب گلف پیدا می‌کند. او یک زمین گلف ایجاد می‌کند تا روحیهٔ بازماندگان را افزایش دهد. جک، چارلی و مایکل تصمیم می‌گیرند به او بپیوندند و در مجموع بیست نفر از جمله کیت و سویر برای شرکت در بازی می‌آیند.
روسو از سعید درباره‌ی نادیا می‌پرسد و او می‌گوید که نادیا به خاطر او مرده. روسو یک جعبه‌ی موسیقی شکسته را که به او هدیه داده‌شده به سعید نشان می‌دهد و سعید می‌گوید که می‌تواند آن را تعمیر کند. 